# Bowersville (Georgia)
Bowersville è una città degli Stati Uniti d'America, situata in Georgia, nella Contea di Hart.